# Ambre Moore
Ambrosia Moore Forrester Ashby Romalotti "Ambre" (née Moore) est un personnage de fiction du feuilleton télévisé Amour, Gloire et Beauté et Les Feux de l'amour. Elle est interprétée par Adrienne Frantz du 18 juillet 1997 au 14 avril 2005 et du 1er juillet 2010 au 17 mai 2012 dans Amour, Gloire et Beauté ainsi que dans Les Feux de l'amour du  28 novembre 2006 au 27 mai 2010 dans Les Feux de l'amour (épisode diffusé en France en décembre 2013 sur TF1). Elle réapparaitra en septembre 2013.

## Biographie

### Amour, Gloire et Beauté

#### 1997–2005
Amber est arrivée à Los Angeles en provenance de la Vallée de la Mort, où elle a rencontré Sheila Carter en 1997. Initialement embauchée par James et Maggie Warwick comme nounou pour Mary, la fille de Sheila. Amber a ensuite commencé à garder Rick Forrester et sa sœur Bridget Forrester, les enfants de Brooke Logan. Amber, voulant toujours être avec un homme riche pour son argent, a commencé à flirter avec Rick Forrester, âgé de seize ans. Ils ont finalement eu des relations sexuelles alors qu’elle était censée le garder. Elle a ensuite gagné les grâces de la famille Forrester en sauvant la vie de Stephanie Forrester lorsqu’elle a été abattue par Sheila.
Après avoir rivalisé avec Kimberly Fairchild pour obtenir l'affection de Rick, Amber a fini par tomber enceinte. Pendant un court laps de temps, on ne savait pas si l’enfant était celui de Rick ou celui d’un chanteur nommé Raymond King, qu’elle avait fréquenté brièvement. Amber a épousé Rick et a donné naissance à Eric Forrester III. Plus tard, elle a accueilli le fils non désiré de sa cousine Becky, l’élevant comme le sien; Cependant un jour Becky vient récupérer son enfant et découvre la vérité. Becky meurt d’un cancer, et Amber commence à sortir avec le mari de sa cousine, C.J. Garrison. Amber organise une fête dans son appartement et elle et C.J. sont arrêtés par erreur pour possession de drogue, ce qui amène les services de protection de l’enfance à enlever le bébé, laissant l’enfant vivre avec Rick. Le père biologique d’Eric Jr., Deacon Sharpe arrive en ville, interrompant la cérémonie de mariage d’Amber et C.J. Amber réalise que sa meilleure chance de garde est avec Rick, et elle met fin à sa relation avec C.J.
Pendant ce temps, Amber s’engage dans une aventure avec Deacon, qui tente de reprendre son enfant quand Amber le rejette. Deacon séduit et épouse plus tard Bridget et dit aux parents de Rick, Eric et Brooke, que s’il doit divorcer de Bridget, Amber devra quitter Rick et l’épouser à la place. Amber refuse de quitter Rick et Deacon se retrouve empêtré dans un triangle qui se développe entre Bridget et sa mère Brooke.
Sheila retourne secrètement à Los Angeles en 2002 avec sa fille maintenant adulte, Erica Lovejoy, qui développe des sentiments pour le mari d’Amber, Rick, mais n’agira jamais. Sheila paie un homme nommé Lance pour droguer et violer Amber, mais quand Lance menace de dire à Amber tout ce qui s’est passé, Sheila le tue. Amber découvre le béguin d’Erica et se méfie de ses intentions, et les deux se battent et Erica est blessée dans un accident. Amber emménage avec le Dr Taylor Hayes Forrester malgré l’opposition de son mari Ridge. Sheila accuse Amber de divers crimes et continue de pousser Erica à avoir des relations sexuelles avec Rick afin qu’elle puisse être reliée aux Forrester. La véritable identité d’Erica est révélée, mais pas avant que Sheila ne kidnappe Amber. Sheila retient plus tard Eric Forrester et Taylor en otage, et tire sur Taylor et Brooke. Taylor est présumée morte à la suite de ses blessures, tandis que Sheila est emprisonnée (mais retourne plus tard dans Les Feux de l'amour). En 2003, Amber rencontre sa sœur jumelle April Knight.
Amber retrouve Rick, mais ils perdent bientôt la garde d'Eric Jr. au profit de Deacon et de sa nouvelle épouse Macy Alexander. Amber kidnappe l’enfant et s’enfuit, ce qui entraîne son divorce avec Rick. Amber répète plus tard ses manières en séduisant un autre jeune homme, le fils de Ridge, Thomas Forrester. La haine de Ridge pour Amber s’intensifie pendant ce temps. Amber s’immisce dans la vie de couple de Ridge et Brooke, ce qui complique leur situation. Dans le cadre de son plan pour se remettre avec Thomas, Amber enferme Ridge et Bridget dans un puits, où ils s’embrassent. Amber l’attrape sur bande et le montre à Brooke, qui expulse Ridge. Cependant, plus tard, il est révélé que c’est Amber qui a presque causé la mort de Ridge et Bridget d’hypothermie. Elle est condamnée par les Forrester et part pour l’Italie, où elle rencontre Ridge, amnésique, qui avait été kidnappée par Morgan DeWitt. Amber expose le plan de Morgan et aide Ridge à rentrer chez lui, mais cela n’améliore pas sa position auprès des Forresters. Promettant de s’améliorer, Amber quitte la ville et se rend à Genoa City.

### Les Feux de l'amour

#### 2006–2010
À l’automne 2006, Amber est arrivée à Genoa City. Amber a fait la connaissance de nombreuses résidences de Genoa City en aidant pour l'ouverture de l'Indigo et le club de  jazz de Neil Winters en y chantant. Elle a retrouvé son amie Lauren Fenmore qui lui a donné un emploi dans sa boutique. Amber a rencontré la matriarche de la ville Katherine Chancellor et elles sont devenues de très bonne amie. Lorsque Kay a commencé à rêver de son passé où elle rêvait d’avoir changé de bébé Jill Foster Abbott près de quarante ans auparavant, Amber a décidé de commencer à aider à la recherche du bébé perdu depuis longtemps (il semblait jusqu’en 2009).
Les recherches d’Amber ont pris fin lorsqu’elle a pris contact avec un homme nommé Cane Ashby qui a fini par venir à Genoa. Elle a commencé une relation avec lui et il a découvert qu’il était l’enfant perdu depuis longtemps de Jill. Amber a vu son amie Alison Stewart et a organisé un faux mariage (Alison a prétendu être Cane) à Las Vegas. Le mariage a pris fin lorsque la vérité a été révélée. Amber est brièvement sortie avec Adrian Korbel.
Amber a commencé une brève rivalité avec Lily Winters qui a gagné le cœur de Cane peu de temps après. Amber a essayé (mais a échoué) de reconquérir Cane. Amber a commencé à flirter avec Daniel Romalotti, alors marié à Lily. Le mariage de Daniel et Lily a pris fin lorsque Lily a trouvé des photos d'Amber nues dans le téléphone de Daniel. Amber et Daniel ont finalement commencé une relation. Après cela, le précédent petit ami d’Amber (après qu’elle ait quitté Los Angeles) nommé Plum est arrivé à Genoa City. Plus tard, Kevin Fisher a trouvé Plum mort et ils ont tous découvert qu’il avait des milliers de dollars. Amber, Kevin et Daniel ont fait un pacte pour ne parler de l’argent à personne et ne pas l’utiliser, mais Amber l’a fait.
Le harceleur d’Amber, Deacon Sharpe, est arrivé en ville et a secoué la relation d’Amber et Daniel en faisant chanter Amber et en accusant Daniel de vol. Amber, dans une tentative d’empêcher Daniel d’être poursuivi, a couché avec Deacon. Finalement, Deacon a essayé de s’interposer entre le couple. Néanmoins, Amber et Daniel se sont mariés le 13 novembre 2009 (épisode diffusé en France le 3 juin 2013 sur TF1), mais Deacon a continué à harceler le couple et a été arrêté et emprisonné. Le mariage d’Amber et Daniel a pris une autre route cahoteuse quand Amber a surpris un Daniel drogué au lit avec la fille de Sheila, Daisy Carter (Yvonne Zima). Amber a quitté la ville avec Little Eric, marquant la fin du mariage de Daniel et Amber.

### Amour, Gloire et Beauté

#### 2010–2012
Après avoir quitté Genoa City, Amber est retournée à Los Angeles et a commencé à travailler pour Jackie et Nick Marone chez Jackie M Designs. Son travail est de courte durée lorsqu’on découvre que les dessins ont été volés à Forrester Creations. Après une aventure d’un soir avec Oliver Jones, Amber découvre qu’elle est enceinte et prend l’enfant pour le sien. Cependant, elle décide de faire passer le bébé pour celui de Liam Spencer pour avoir accès à son père Bill. Amber entraîne Liam pendant la grossesse, lui permettant de croire que l’enfant est le sien, au grand dam de Bill, qui tente de tuer Amber en la laissant tomber d’une falaise. Steffy Forrester arrive et sauve Amber à temps.
Après l’accouchement d’Amber, le bébé semble être métis, libérant Liam et donnant à Amber une nouvelle relation avec le vrai père de son bébé, Marcus Barber Forrester. Bill est prêt à faire arrêter Amber pour avoir manipulé Liam, mais comme l’enfant d’Amber est le petit-fils de son meilleur ami, Justin Barber, Bill décide qu’il va donner un laissez-passer gratuit à Amber... Mais Bill avertit Amber que si jamais elle s’approche et manipule quelqu’un dans sa famille, encore une fois, il ne montrera aucune pitié. Après que Marcus l’ait refusée plusieurs fois, Amber lui dit, ainsi qu’à sa petite amie Dayzee, que même si elle aurait aimé avoir une chance avec Marcus, elle se rend compte que le moment était mal choisi. Amber jette alors son dévolu sur son ex-mari Rick Forrester et commence à dessiner des dessins pour lui qui étaient basés sur ses idées, afin qu’il puisse avoir sa propre ligne et s’attribuer le mérite des dessins comme les siens. Alors que sa relation avec Rick s’approfondit, elle commence à donner de la drogue à Hope Logan, qui croit qu’elle provient de son psychiatre. Brooke embauche ensuite Caroline Spencer, fille de Karen Spencer, chez Forrester Creations en tant que nouveau partenaire de conception de Rick. Menacée à la fois sur le plan professionnel et personnel, Amber commence à élaborer un stratagème qui amène Caroline à croire que Rick est un travesti. Lorsque Caroline confronte Hope, Hope attaque Amber, l’accusant de manipuler Caroline pour obtenir ce qu’elle veut. Amber avoue ensuite avoir donné des drogues illégales à Hope, ce qui met fin à sa relation avec Rick.

### Les Feux de l'amour

#### 2013
En septembre 2013, Amber retourne brièvement à Genoa City pour le service commémoratif de Katherine (épisode diffusé en 2016 sur TF1).